# Леополд фон Валдбург-Цайл-Вурцах
Леополд фон Валдбург-Цайл-Вурцах (на немски: Leopold von Waldburg-Zeil-Wurzach; * 21 юни 1769; † 18 юни 1800, Вурцах) е наследствен имперски трухсес, и наследствен граф на Валдбург-Цайл и Вурцах.

## Биография
Той е най-големият син на граф и княз Еберхард I фон Валдбург-Цайл-Вурцах (1730 – 1807) и съпругата му графиня Мария Катарина Анна Михаела Йохана Непомуцена Фугер-Кирхберг-Вайсенхорн (1744 – 1796), дъщеря на граф Себастиан Ксавер Йозеф Фугер-Кирхберг-Вайсенхорн (1715 – 1763) и графиня Елизабет Габриела фон Фирмиан (1722 – 1782).
Леополд фон Валдбург-Цайл-Вурцах е убит на 18 юни 1800 г. във Вурцах на 30 години. Баща му Еберхард I е направен имперски княз на 21 март 1803 г. във Виена.

## Фамилия
Леополд фон Валдбург-Цайл-Вурцах се жени на 15 октомври 1793 г. в Бабенхаузен за графиня Мария Валпурга Франциска Фугер-Кирхберг-Вайсенхорн цу Бабенхаузен (* 23 октомври 1771; † 18 юли 1841), дъщеря на граф Анселм Викториан Фугер фон Кирхберг-Вайсенхорн (1729 – 1793) и фрайин Мария Валпургис Габриела Тереза Каролина Еусебия фон Валдбург, графиня цу Волфег, Райхсербтруксесин (1740 – 1796). Те имат 6 деца:
- Мария Валпурга Катарина Еберхардина фон Валдбург-Цайл-Вурцах (* 13 септември 1794; † 9 октомври 1823), омъжена на 9 юли 1820 г. за княз Карл Йозеф фон Хоенлое-Бартенщайн-Ягстберг (* 12 декември 1766; † 6 юли 1838), син на княз Лудвиг Карл Франц Леополд фон Хоенлое-Валденбург-Бартенщайн († 1799) и графиня Фредерика Поликсена фон Лимбург-Щирум († 1798)

- Леополд II фон Валдбург-Цайл-Вурцах (* 11 ноември 1795; † 26 април 1861, Вурцах), 2. княз на Валдбург-Цайл-Вурцах, наследствен имперски трухсес, наследствен член на Първата камера във Вюртемберг (25 септември 1819), женен на 18 декември 1821 г. във Вурцах за графиня Мария Йозефа Фугер фон Бабенхаузен (* 19 юни 1798, Бабенхаузен; † 9 май 1831, Вурцах)
- Максимилиан Йозеф Леополд Карл фон Валдбург-Цайл-Вурцах (* 1 ноември 1796; † 14 април 1827), малтийски рицар
- Мария Йозефа фон Валдбург-Цайл-Вурцах (* 25 юли 1798; † 5 април 1800)
- Карл Фидел Фридрих Франц Мария фон Валдбург-Цайл-Вурцах (* 3 септември 1799; † 20 юни 1853), член на Вюртембергската камера
- Мария Анна Терезия Йозефа Валбурга Лудовика фон Валдбург-Цайл-Вурцах (* 26 август 1800, Вурцах; † 13 октомври 1856, Канщат), омъжена на 24 юни 1823 г. във Вурцах за граф Карл Леополд фон Малдегхем (* 15 април 1797, Мюнстер, Вестфалия; † 27 септември 1877, Иглинг)